# 能仁寺 (真岡市)
能仁寺（のうにんじ）は、栃木県真岡市根本にある臨済宗妙心寺派の寺院である。山号は大雄山。本尊は釈迦三尊（県指定文化財）である。元円覚寺派。

## 歴史
足利尊氏が元服の頃、夢枕に僧形の観音が現れ「我は下野国根本村境沢の土中に眠る観音である。我を掘り起こして祀れば武運長久で大将軍になれるぞ」とのお告げがあり、人を使わせて掘らせたところ黒白の蛇に護られた観音が現れたのでお堂を建てて安置した。
5年後にこの観音堂を守るために能仁寺が建てられたと伝わっている。
寺名の能仁寺は南宋にある温州雁蕩山能仁寺からとって付けられた。これはこの辺りの地形が雁蕩山に似ているために付けられた。能仁とは釈迦の意味である。
この温州能仁寺は無学祖元が蒙古兵に刃を向けられ臨刃偈を唱えたとして知られている。
釈迦堂（仏殿）に安置されている釈迦三尊像は本尊は恵心僧都、脇立の文殊菩薩は西京仏師康久の作と伝わっている。
尊氏から永代千貫の朱印地の寄進があり鎌倉円覚寺流十刹の一に数えられた（関東十刹）。
応永二十六年（1419年）には、称光天皇が蒙古使に勅して、「関東名藍（かんとうめいらん）」の四字を書かせ、扁額として当寺に賜った。これは関東でも優れた七堂伽藍という意味。
天正年間に火災により仏殿山門を除いて消失し直ちにこれを再建。その後、慶長十四年（1609年）又兵火によって諸堂山門ことごとく灰燼に帰したが、幸運にも勅額仏殿だけは難を免れることができた。
元和年間の初（1615年頃）に一空宗愚、虚応宗保らが再建を企て、妙心寺派の仏法を伝承し、民衆を教化した。
銅鐘は武蔵神田の木村将監の鋳造で、享保三年（1718年）の銘がある。
信徒の帰依を得てようやく堂宇を回復したが、安永八年（1779年）及び天明六年（1786年）の両度にわたる火災や山崩れ等によって、ことごとく諸堂を失った。よって剛梁和尚がこれを再建した。
その後、南渓和尚や月岡和尚等が修繕を加え、明治二十二年（1889年）には、寺田祖禅和尚が大修繕を企て、明治二十三年（1890年）十一月に竣工した。

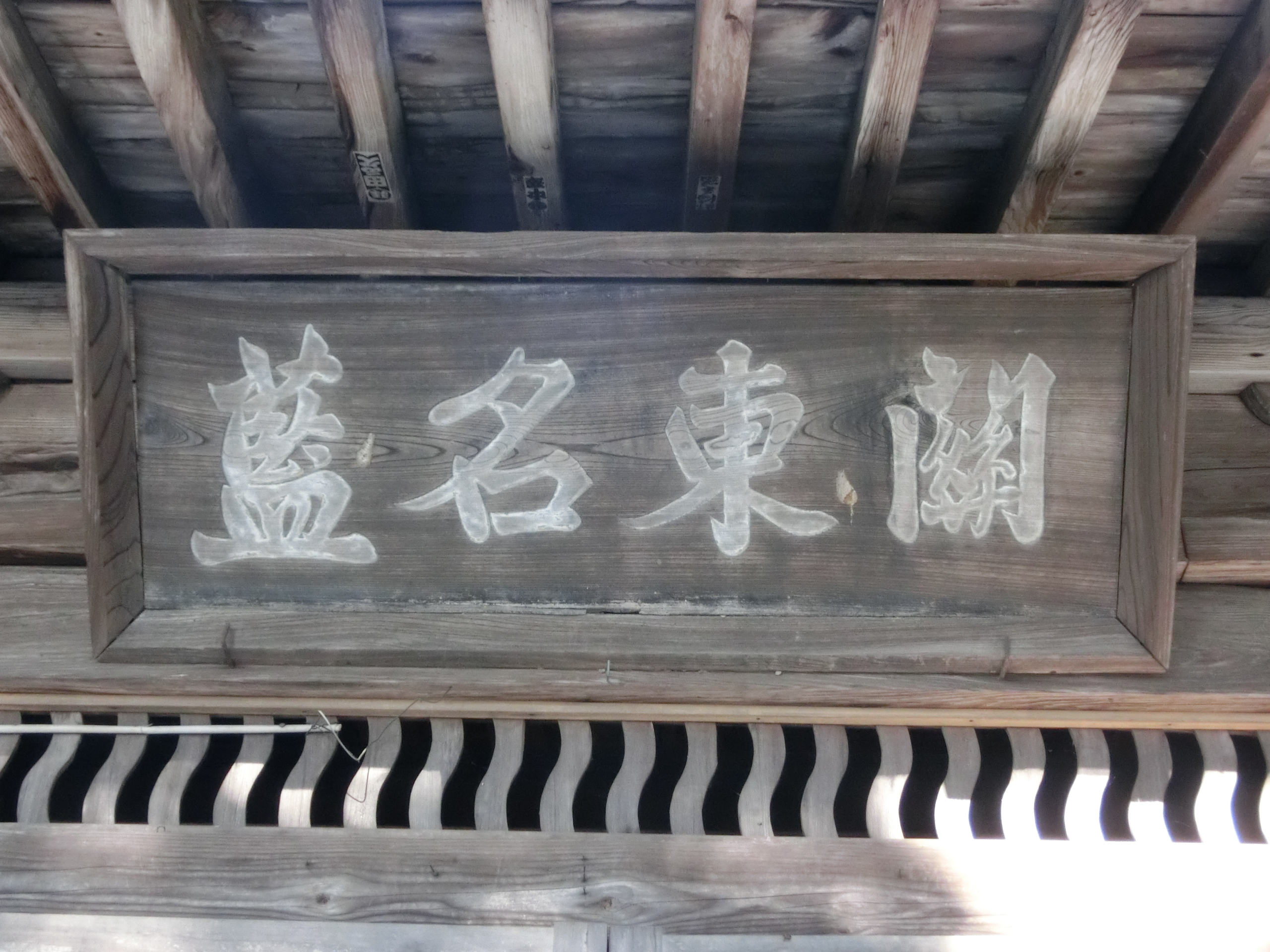
「関東名藍」の扁額

## 余談
高峰顕日の弟子の秀巌玄梃（1320年歿）が能仁寺に住んだことが『仏国国師語録』にみえるので鎌倉時代には既に開創されていたことが知られている。
能仁寺には鎌倉時代の阿弥陀像があるのでこれならば辻褄が合う。

## 寺宝

### 県文化財
- 鎌倉期　善光寺式阿弥陀如来中尊（青銅）
- 鎌倉期〜南北朝　宝冠釈迦如来三尊（寄木造り玉眼）
- 享保三年　銅鐘（武蔵神田　木村将監造）

### 市文化財
- 釈迦堂（仏殿　鎌倉〜南北朝）

### その他
- 足利尊氏木像　位牌
- 今東光墨跡

## 沿革
- 康永2年（1343年）に那須黒羽雲巌寺開山の仏国国師の法嗣不識妙宥を開山、足利尊氏を開基として建立される。
- 天正13年（1585年）に水谷正村（水谷蟠龍斎）が田野城主羽石内蔵介を攻討したとき、その余波を受け釈迦堂のみを残して消失[1]。
- 山崩れなどの災害にあうが、仏殿（釈迦堂）と扁額は難を免れたといわれる（江戸時代）[1]。